# Florian Rousseau
Florian Rousseau, född den 3 februari 1974 i Joinville-le-Pont, Frankrike, är en fransk tävlingscyklist som bland annat tog OS-guld i keirinloppet vid olympiska sommarspelen 2000 i Sydney. 